# Manfred Maurer
Manfred Maurer (* 8. November 1958 in Steyr, Oberösterreich; † 11. November 1998 in Wien) war ein österreichischer Schriftsteller.

## Leben
Manfred Maurer besuchte eine Handelsakademie und übte danach verschiedene Tätigkeiten aus. Ab 1979 lebte er in Wien, seit 1981 als freier Schriftsteller und Journalist. Maurer nahm am Ingeborg-Bachmann-Wettbewerb 1987 und 1992 in Klagenfurt teil.
Maurer war Verfasser von erzählenden Werken, Hörspielen und Drehbüchern zu Fernsehdokumentationen. Laut Klappentext von Thrill gehörte er einer Null-Bock-Generation an. Die „überraschende Ablehnung“ des zunächst bevorschussten Romanprojektes Ein irisches Evangelium führte ihn ins Prekariat. Er zog sich „vorerst aus dem Literaturbetrieb zurück und schrieb an einigen Drehbüchern etwa Die gestohlene Zeit (ORF-Dokumentation von Peter Payer, 1993) mit.“
Furor, schreibt Clemens Ottawa, sei mit seiner „seltsame[n] Mischung aus Fantasy, historischem und philosophischem Roman“ Maurers wohl bemerkenswertestes Buch. „Vor allem mit dem Erzählband Thrill (1988) und dem Roman Das wilde Schaf, den Maurer im Folgejahr veröffentlichte, bekam der Autor den Rang eines kompromisslosen Punkliteraten verliehen, der mit der Scheinwelt der Gesellschaft hart ins Gericht ging.“ Dabei geht Ottawa davon aus, dass der Romancier Maurer auf dem Weg zum Genreautor gewesen sei. „Nach den Intentionen seiner Literatur des bösen Blicks befragt, gab Maurer in Klagenfurt zur Antwort, daß er ‚nur‘ unterhalten wolle.“ (Klappentext zu Thrill)
Infolge eines Unfalls früh verstorben wurde Manfred Maurer auf dem Grinzinger Friedhof (Gruppe 28, Reihe 10, Nummer 2) in Wien bestattet. Sein Nachlass befindet sich seit 2012 in der Wienbibliothek im Rathaus.

## Auszeichnungen
- 1981 Max von der Grün[6] Förderpreis für Literatur der Arbeitswelt der Kammer für Arbeiter und Angestellte Oberösterreich für 'Ende vom Lied'.
- 1983 Literaturpreis der Stadt Steyr
- 1985 Josef-Luitpold-Stern-Förderpreis
- 1986 Lesezirkel-Preis für Kurzprosa
- 1988 Theodor-Körner-Förderpreis
- 1992 Arbeitsstipendium der Stadt Wien

## Werke
- Sturm und Zwang, Wien [u. a.] 1984.
- Land der Hämmer, Wien [u. a.] 1985.
- Thrill, List, München 1988.
- Das wilde Schaf, List, München 1989.
- Furor, München [u. a.] 1991.
- Opus G, Bergisch Gladbach 1996.
- Zopper. Roman, unvollendet.
- Strindbergs Inferno. Theaterstück, unvollendet.

Posthum:
- Die Touristenfarm. Eine irische Geschichte und andere Erzählungen. Löcker Verlag[7], Wien 2000 („Die Titelgeschichte, eine in sich geschlossene Erzählung, ist Kapitel 10 des unveröffentlichten, 1992 fertiggestellten Romans Ein irisches Evangelium. Die zwölf Kurzprosatexte stammen aus verschiedenen Schaffensperioden“[8]).